# Sabino Cassese
Sabino Cassese (ur. 20 października 1935 w Atripaldzie) – włoski prawnik i nauczyciel akademicki, profesor, w latach 1993–1994 minister, sędzia Sądu Konstytucyjnego.

## Życiorys
Z wykształcenia prawnik, absolwent Uniwersytetu w Pizie. Pracował na tej uczelni, następnie na uniwersytetach w Rzymie, Urbino i Neapolu. W latach 1983–2005 zajmował stanowisko profesora na Uniwersytecie Rzymskim „La Sapienza”. Wykładał też w Scuola normale superiore w Pizie, gdzie uzyskał status profesora emerytowanego. Gościnnie uczył na uczelniach we Francji i Stanach Zjednoczonych. Specjalizował się w zakresie prawa administracyjnego. Publicysta dziennika „Corriere della Sera”, a także autor licznych publikacji książkowych.
Od kwietnia 1993 do maja 1994 sprawował urząd ministra służb publicznych w rządzie Carla Azeglia Ciampiego. W 2005 został przez prezydenta powołany w skład Sądu Konstytucyjnego, jego dziewięcioletnia kadencja upłynęła w 2014.
Odznaczony Orderem Zasługi Republiki Włoskiej klasy II (1988) i I (1994).